# Никольский (Железногорский район)
Нико́льский — посёлок в Железногорском районе Курской области России. Входит в состав Волковского сельсовета. 

## География
Расположен в 10 км к северо-востоку от Железногорска, почти у самой границы с Орловской областью.  Высота над уровнем моря — 265 м.

## История
В 1926 году в посёлке было 8 дворов, проживало 53 человека (23 мужского пола и 30 женского). В то время Никольский входил в состав Волковского сельсовета Волковской волости Дмитровского уезда Орловской губернии. С 1928 года в составе Михайловского (ныне Железногорского) района. В 1937 году в посёлке было 8 дворов. Во время Великой Отечественной войны, с октября 1941 года по февраль 1943 года, находился в зоне немецкой оккупации.

## Население
| 1926 | 1979 | 2002 | 2010 |
| ---- | ---- | ---- | ---- |
| 53   | ↘25  | ↘12  | ↘1   |